# IC4
IC4, litreret MG-FH-FG-MG, er DSB's nyeste lyntogs- og intercity-togsæt, der er produceret af AnsaldoBreda i Italien, og som har lagt navn til IC4-sagen. Et IC4-togsæt er dieseldrevet og består af fire vogne med i alt 204 siddepladser. Toget er bygget til en maksimalt tilladt hastighed på 200 km/t. I modsætning til IC3-toget er der adgang til elektricitet ved alle sæder og flexvogn med niveaufri indstigning. Op til tre IC4-togsæt kan sammenkobles med i alt 612 siddepladser. Det er dog ikke muligt at op- og nedformere i almindelig drift.
Togsættene skulle have været på skinner fra 2003-2006, hvor de skulle udgøre rygraden i trafikken mellem landsdelene, men var længe forfulgt af leveringsvanskeligheder. Først i løbet af 2007 indsattes fire enkeltkørende togsæt i overvåget prøvedrift. Fra november 2011 til juli 2012 var hele serien af IC4-togsæt taget ud af drift som følge af bremseproblemer.
Det 82. og sidste togsæt blev leveret til DSB i september 2013, og i oktober 2014 rundede IC4-togene 10 mio. km i drift. I december samme år konkluderede en uafhængig rapport, at IC4 var en dårlig investering, men at 77 af togsættene kunne være i drift i 2019.
På baggrund af fortsat lav driftsstabilitet fremlagde DSB i december 2016 en minimalistisk indsættelsesplan, der bl.a. indebærer, at der anvendes 77 IC4-togsæt fordelt på ca. 40 togsæt i drift med passagerer og ca. 37 togsæt i drifts- og værkstedsreserve. 5 af de oprindelige 82 togsæt skrottedes i 2017. Endvidere vil IC4 primært blive anvendt som regionaltog frem mod indsættelsen af nye IC5 togsæt i 2027.

## Baggrund
Realiseringen af DSB’s strategiske plan ”Gode Tog til Alle” (GTA) fra 1998 indebar nye og bedre tog, hyppigere afgange, kortere rejsetider og således også indkøb af en ny generation af fjerntog. Med IC4 skulle lyntogsnettet udvides, antallet af afgange over hele landet skulle forøges med næsten 30 % frem til 2006, og byer i yderområderne ville få kortere afstand til hovedstaden med hyppigere afgange og kortere rejsetid. Eksempelvis ville rejsetiden fra Aalborg til København kunne reduceres med 35 minutter og fra Skive til København med 40 minutter.
På denne baggrund underskrev DSB's bestyrelsesformand Knud Heinesen den 11. december 2000 efter et EU-udbud en ordre på 83 dieseltogsæt fra den italienske togproducent AnsaldoBreda til en samlet pris på omkring fem mia. kr. Stykprisen pr. togsæt var 54 mio. kr. Adtranz, Alstom, Bombardier og Siemens var med i udskillelsesløbet.
Eftersom IC4 er dieseldrevet, kan det ligesom IC3 sikre direkte forbindelser mellem fx København og de dele af Danmark, som endnu ikke har elektrificerede jernbanestrækninger.

## Design, teknik og indretning

### Design
IC4-togets design er resultatet af et samarbejde mellem DSB's designteam – med vægt på nordiske designtraditioner – og det italienske designfirma Pininfarina, der bl.a. er kendt for at designe Ferrari-sportsvogne. Det udvendige design med den aerodynamiske højhastighedssnude i stil med mange højhastighedstog i Europa bryder markant med designtraditionen fra flexlinersystemet på IC3, IR4 og Øresundstogene, hvilket bl.a. indebærer, at der ikke kan etableres gennemgang mellem flere sammenkoblede togsæt. Ifølge DSB udgør konstruktionen af frontpartiet en anseelig crash-zone, idet kobling, styrtbøjler og to stålsøjler giver en stødabsorbering på op til seks megajoule.
Ifølge DSB's daværende designchef, Pia Bech Mathiesen, har målet med IC4 være at kombinere italiensk og skandinavisk designtradition, så den skandinaviske tradition for ægthed i materialerne føres sammen med en italiensk stylingtradition. Ifølge Mathiesen skulle ægtheden give sig udslag i, at sæder i læderlook og plastic malet som træ ikke er at finde i IC4.
| „ | Et tog skal holde i mange år. Måske op til 35 år, så det er ikke alene vores børn, men også vores børnebørn, der kommer til at bruge IC4. Vi har derfor lagt vægt på, at toget på alle planer skal være slidstærkt. Det gælder udseendet, hvor vi har arbejdet med at skabe lyse og lette rum. (...) Stolene skal stå for et hårdt slid. Derfor er de beklædt med stof, der er mørkere i farvevalget. Midterfladen på stolen er det sted, der bliver mest slidt og plettet, så her er en mere mønstret flade end den øvrige del af stolen. I materialevalget følger vi i øvrigt dansk designtradition. (...) Vi har for eksempel udformet nakkestøtten, så den er beklædt med læder. Det er et sted, der er udsat for meget slid. Men læder kan netop blive yndefuldt ved slid. | “ |
|   | — Pia Bech Mathiesen (2005) |   |

I 2001 arbejdede i alt 30 teknikere og designere fra AnsaldoBreda og Pininfarina og 15 fra DSB med toget. På de første skitser, der fremvistes i 2000, var IC4 i rød og hvid bemaling med mørkeblå vinduesbånd og blå markeringer ved indstigningsdørerne. Da det første togsæt kom til Danmark i 2003, var det imidlertid i den nye hvid/grå og mørkeblå designlinje, der var indført på DSB's øvrige tog.

### Teknik
Et IC4-togsæt er i hver endevogn (MG) udrustet med to højtydende og energieffektive dieselmotorer med common rail direkte indsprøjtning. Der er tale om fire 20-liters V8-motorer fra Iveco, der i alt yder 2240 kW og via en mekanisk gearkasse trækker på nærmeste aksel. Togets "powerpack" - som Ivecos motor udgør sammen med kølesystem, gearkasse, generator og kompressor - er samlet på en stor ramme, der hurtigt kan afmonteres og sendes til reparation. De to mellemvogne, FH og FG, har - ligesom IC3-togets mellemvogn FF - ingen motorer. Ligeledes er vognkasserne bygget af aluminium, og de fast sammenkoblede vogne er monteret på fællesbogier. Til toget er benyttet 15 større underleverandører - de fleste italienske - og nogle få fra Tyskland, Spanien og Danmark, fx informationssystemer fra Focon, toiletsystem fra Semca og Jupiter og møbelstoffer fra firmaet Gabriel i Aalborg.
IC4-togsættets højest tilladte hastighed er 200 km/t, som dog tidligst forventes udnyttet fra 2018, når der tages hul på første etape af timemodellen. Indtil da er den maksimalt tilladte hastighed 180 km/t på de danske skinner. Togets maksimalt tilladte hastighed har i flere perioder været begrænset til henholdsvis 160 km/t i forbindelse med den betingede typegodkendelse i 2007, 140 km/t i november 2011 i forbindelse med bremseproblemerne, 169 km/t i 2012 som følge af midlertidige modificeringer af bremsesystemet, 140 km/t i efteråret 2012 som følge af løvfald og 160 km/t fra december 2012 og indtil ultimo august 2013, hvor Havarikommissionens endelige rapport forelå. Som følge af rapporten gav Trafikstyrelsen tilladelse til at hæve hastigheden til 180 km/t, men indtil DSB's yderligere test var færdige, var hastigheden i løvfaldsperioden fra 1. oktober til 30. november begrænset til 140 km/t. I februar 2015 gav Trafikstyrelsen permanent tilladelse til normal hastighed i løvfaldsperioderne.
IC4 er godkendt til at køre 180 km/t også gennem Storebæltstunnellen, hvorimod IC3-togene af komfortmæssige hensyn kun må køre gennem tunnelen med maksimalt 140 km/t. Forskellen skyldes den trykbølge, som togene danner, når de kører ind i tunnelen. Eftersom IC3-toget kun vejer 97 ton, og IC4-toget vejer 160 ton, opleves rystelserne kraftigere i det lette IC3-tog ved samme hastighed.
| Maksimalt tilladt hastighed | Juni 2007- | Maj 2011- | Nov. 2011 | Juli 2012- | Okt. og nov. 2012 | Dec. 2012 - sep. 2013 | Okt. og nov. 2013 | Dec. 2013-sep. 2014 | Okt. og nov. 2014 | Dec. 2014- |
| --------------------------- | ---------- | --------- | --------- | ---------- | ----------------- | --------------------- | ----------------- | ------------------- | ----------------- | ---------- |
| km/t                        | 160        | 180       | 140       | 169        | 140               | 160                   | 140               | 180                 | 140               | 180        |

GSM-R
Ifølge Banedanmark skulle det første IC4-tog oprindelig være udstyret med en GSM-R-førerrumsradio til det nye signalsystem ved årsskiftet 2013/14. Tidsplanen er efterfølgende ændret, så installationen af GSM-R i IC4 er planlagt til februar 2016. Ifølge DSB er der som ved alle andre litra tekniske udfordringer. På IC4 er en af dem at finde en generisk løsning, idet der forekommer en del litravarians, fordi IC4 stadigvæk er et tog under udvikling.

### Indretning
IC4 er indrettet med brede ind- og udstigningsdøre i midten af hver vogn, som det kendes fra S-togene. Indvendigt er toget indrettet med fire vestibuler og 12 kupéer med mellem 8 og 32 siddepladser. Sæderne er opstillet vis a vis og i flyopstilling. De to motorvogne (MG) er på nær et par skillevægge og opstillingen af sæder stort set ens indrettet. Toget er indrettet med enhedsklasse med samme komfortniveau ved alle pladser, så standardpladser og DSB 1'-pladser kan fordeles fleksibelt efter behov. Sammenlignet med standardpladserne i IC3 og IR4 er der i IC4 bedre benplads, og midterarmlænene er bredere end i IC3 og IR4.
Der er elektronisk pladsreservationssystem, internet og 230 V elstik ved alle sæder, og det var oprindelig meningen, at der med tiden skulle etableres en mindre bistro i flexvognen. Mellemvognen FH er indrettet delvist med gulv i perronhøjde og rummer cateringfaciliteter, togførerkupé, et handicaptoilet, et flexrum med 12 klapsæder og plads til cykler og barnevogne samt to kupéer, heraf en med en ledig plads til en kørestol. For at togservice kan komme rundt i toget, er der i begge ender af lavgulvsarealet anbragt særlige elevatorer til salgsvognen. IC4 har to standardtoiletter og et handicaptoilet med puslebord svarende til et toilet for hver 68 passagerer ved 100 % belægning. Hvert toilet har en fækalietank på 420 liter.
I juni 2015 udvidede DSB adgangen til internettet, så det blev gratis for alle rejsende i IC3, IC4 og IR4 uanset hvor i landet, togene kører. Samtidig opgraderedes forbindelsen fra 3G til 4G.

## Produktion og levering

### Produktion
Produktionen af IC4 begyndte på fabrikken i Pistoia i Toscana i oktober 2001, og i december 2001 kunne DSB's daværende administrerende direktør, Henrik Hassenkam, fremvise en mock-up af toget i Torino. Første togsæt kom til Danmark i september 2003 med henblik på test. Produktionen af den egentlige serieleverance (MPTO) startede i 2009 med første levering i april 2010.
Fra 2003 sendte DSB inspektører til fabrikkerne i Italien for at holde øje med produktionen. For at matche AnsaldoBredas intensiverede produktion besluttede DSB i foråret 2010 at øge antallet af inspektører i Italien betragteligt, så der altid var bemanding - også i weekenderne. Således var der fuld bemanding i Piacenza fra den 3. maj og i Verona fra den 18. maj 2010. I 2011 var i alt 28 inspektører beskæftiget med IC4. Inspektørernes rolle var at gennemgå togsættene, når produktionen af bestemte togdele var færdig herunder 1) rå vognkasser til et togsæt, 2) vognkasser monteret med hovedkomponenter, 3) bogiesæt bestående af bl.a. hjulsæt, bremseudstyr og akselvendegear og 4) færdigbygget og rutinetestet togsæt. Hvis der var fejl, skulle de udbedres inden næste inspektion.

#### Produktionssteder
IC4 produceredes på fem forskellige fabrikker i Italien. I 2008 blev fabrikken i Verona taget i brug for at øge produktionen, som følge af DSB's ultimatum. På AnsaldoBredas fabrik i Pistoia og underleverandøren OFV's fabrik i Verona produceredes vognkasserne til MG-vognene, og togsættene samledes, testedes og inspiceredes forud for aflevering til Danmark. Boogierne og togcomputeren produceredes på AnsaldoBredas fabrik i Napoli, og på AnsaldoBredas fabrik i Reggio Calabria produceredes vognkasserne til FG og FH-vognene, der herefter slutmonteredes i Pistoia eller Verona. Underleverandøren SITAV i Piacenza producerede som det eneste sted vognkasserne til både MG, FG og FH-vognene, og togsættene testedes og inspiceredes, inden de sendtes til Danmark. Ifølge DSB's projektdirektør, Torben Kronstam, viste en audit i foråret 2011, at alle ledere og medarbejdere på produktionsstedet i Reggio Calabria var positive og samarbejdsvillige, og Kronstam håbede derfor, at den ånd ville smitte af på de øvrige produktionssteder, hvor kvalitetsplanlægningen fortsat lod meget tilbage at ønske.

### Levering
De første togsæt, der kom til Danmark i 2003, leveredes med skib. De efterfølgende togsæt leveredes dog ad jernbane gennem Europa typisk med ellokomotiv indtil den dansk-tyske grænse, hvor enten CFL Cargo eller DB Schenker Rail sørgede for den resterende del af transporten med diesellokomotiv til Aarhus. I Danmark bruges DSB's lokomotiver MZ 1425, ME 1502 (fra foråret 2011 til og med 2012) og ME 1531 (siden 2012) til at trække IC4 til teststrækningerne på Falster og i Sønderjylland, ligesom lokomotiverne bruges til at fragte nedbrudte IC4 til værkstedet i Aarhus.
I 2003-2004 kom et antal togsæt til Danmark, som dog aldrig overdroges til DSB, fordi togsættene ifølge DSB bl.a. havde problemer med teknikken og var tungere end oprindeligt specificeret. Ifølge Atkins-rapporten overdroges de fire togsæt - der var de første i drift med passagerer i 2007 - heller ikke til DSB, eftersom togsættene blev taget ud af drift i februar 2008. Ikke desto mindre indgår disse togsæt i NT++-leverancen, der afsluttedes med forliget i maj 2009.
Indtil 2011 talte de 14 NT++-togsæt med i den samlede leverance. Da togene ombyggedes fra 2011 til MPTO-standard, talte de kun med i den samlede leverance, efter at de leveredes på ny. I august 2013 oplyste DSB, at AnsaldoBreda forventede at levere 82 af de 83 togsæt inden deadline ultimo september. Således overdroges det 82. - og sidste - togsæt til DSB den 27. september 2013. Ifølge DSB's årsrapporter fra 2008-2013 er de 82 togsæt leveret som angivet i tabellen nedenfor. Et mere detaljeret billede af det langvarige og brogede produktions- og leveringsforløb fremgår af Atkins-rapporten og DSB's månedlige statusrapporter til Transportministeriet og Folketingets Transportudvalg.
|                      | 2003 | 2004 | 2005 | 2006 | 2007 | 2008 | 2009 | 2010 | 2011 | 2012 | 2013 |
| -------------------- | ---- | ---- | ---- | ---- | ---- | ---- | ---- | ---- | ---- | ---- | ---- |
| Antal togsæt leveret | -    | -    | -    | -    | 3    | 5    | 8    | 17   | 22   | 15   | 12   |
| I alt                | -    | -    | -    | -    | 3    | 8    | 16   | 33   | 55   | 70   | 82   |

#### Prototypetogsættene (NT++)
De første 14 togsæt leveret i henhold til forliget med AnsaldoBreda, NT++-togsættene, var de første togsæt, der kørte med passagerer i Nord- og Østjylland fra sommeren 2007 og i landsdelstrafikken fra august 2008. MG 5604, 5606-08 og 5611-20 er alle NT++-togsæt.
Togsættene er individuelt opbyggede prototyper, eftersom de er bygget, inden AnsaldoBreda fik en egentlig serieproduktion på benene. NT er en forkortelse for National Traffic, eftersom de i henhold til forliget skulle godkendes til enkeltkørende drift i landsdelstrafikken.

#### De serieproducerede togsæt (MPTO)
Togsættene fra AnsaldoBredas egentlige samlebåndsproduktion (MG 5621-5683) benævntes MPTO P1, da de leveredes til DSB i den aftalte konfiguration i henhold til forliget fra maj 2009. MPTO står for 'Modified Preliminary Take Over' og P1 for 'Pakke 1'. Fra april 2010, hvor den egentlige serieproduktion startede, leveredes op til 3 togsæt om måneden. I nogle måneder leveredes imidlertid kun 2, 1 eller slet ingen togsæt.
Det første serieproducerede IC4-togsæt var MG 5624 bygget på fabrikken i Verona og leveret til DSB den 23. april 2010. Toget blev sat i drift i 2011. De tre efterfølgende togsæt (MG 5625, 5626 og 5628) benyttedes til DSB’s test af tre sammenkoblede IC4 og sattes først i drift senere. Da MG 5625 leveredes, havde det ifølge DSB kun 183 fejl sammenlignet med de første individuelt opbyggede togsæt, der havde op til 1800 fejl. MG 5621-23 benævntes MPTO-referencetogene og blev leveret som en del af forliget fra 2009. De indgik derfor ikke i den egentlige serieleverance men betegnedes MPTO, fordi de havde samme specifikationer som togsættene i den efterfølgende serieleverance. MG 5621-23 var de første tog, der kunne sammenkobles. Umiddelbart efter leveringen af MG 5621 og 5622 i slutningen af 2009 påbegyndte DSB test med disse togsæt i sammenkoblet kørsel på lukket spor.
I august 2010 vakte det forundring, at de 16 senest leverede serieproducerede togsæt, der var leveret siden april 2010, endnu ikke var godkendt til at køre med passagerer, herunder til sammenkoblet kørsel. DSB forklarede den 24. august 2010 i personalebladet, DSB i dag, at de 16 togsæt blev brugt til at teste og optimere IC4-produktet. Således benyttedes fire togsæt til at oplære lokomotiv- og togførere, fire togsæt benyttedes på værkstedet i Aarhus, så værkstedet kunne lære de serieleverede tog bedre at kende, to togsæt benyttedes til at teste to sammenkoblede togsæt, og siden august 2010 havde yderligere tre togsæt været brugt til at teste tre sammenkoblede togsæt.
Det var forventet, at kvaliteten af de serieproducerede tog generelt var højnet i forhold til NT++-togsættene, men i foråret 2011 var de senest leverede tog så fejlbehæftede, at de ikke umiddelbart kunne indsættes i drift. DSB nægtede derfor at modtage flere togsæt, før kvalitetskravene var opfyldt. Leverancerne genoptoges i løbet af sommeren 2011.
I perioden januar til august 2012 leverede AnsaldoBreda 9 IC4-togsæt i MPTO-standard til DSB svarende til gennemsnitligt lidt mere end et togsæt om måneden. Efterhånden som flere og flere togsæt leveredes til DSB - og opstillingssporene i Aarhus blev fuldt udnyttede - begyndte DSB i løbet af 2013 at parkere nogle af togsættene i Randers og i Aalborg.

#### Øvrige togsæt
MG 5601-03, 5605 og 5609-10 er håndbyggede prototyper, der i første omgang ikke overdroges til DSB. Togene - på nær togsæt nr. 9 - blev efterhånden trukket til Italien, hvor AnsaldoBreda genopbyggede dem. Den 13. marts 2012 modtog DSB det første ombyggede tog (MG 5602) fra Italien og det andet (MG 5603) den 9. juni 2012. Togene sattes efterhånden i drift fra 2013 (bl.a. MG 5610).

#### Togsættet i Libyen
I januar 2011 kom det frem, at et dansk IC4-tog - der efterfølgende viste sig at være MG 5609 - på overraskende vis og uden DSB's viden befandt sig i Libyen. Ifølge Nyhedsmagasinet Ingeniøren befandt toget sig på en 5 km lang teststrækning i forbindelse med en jernbane, der skulle anlægges mellem Tunesien og Egypten. DSB vidste ikke, hvorfor toget holdt i Libyen og troede først, at fotoet var falsk. DSB måtte dog efterfølgende konkludere, at der måtte være tale om et udstillingstog, som højst sandsynligt skulle leveres til DSB på et senere tidspunkt.
Ingeniøren gravede videre i sagen og fandt ud af, at togsættet var blevet foræret af Italien til Libyens diktator Gaddafi i anledning af hans 40 år som landets leder. Toget lignede udefra et almindeligt dansk IC4-tog, men indeni var DSB's sæder bl.a. erstattet med store hvide sofaer, gulvtæpper, gardiner og standerlamper.
Efter oprøret i Egypten var det i februar 2011 usikkert, om toget ville komme ud af Libyen igen og i hvilken stand. Atkins' IC4-rapport fra november 2011 beskrev det med ordene: "Givet den nuværende situation i det land kan dette togsæt vise sig umuligt at få tilbage." ("Given the present situation in that country, this trainset may prove unrecoverable.")
Den 21. marts 2013 fandt journalist Frederik Linde fra DR2-programmet Dårligt Nyt togsættet uden for Tripoli i Libyen. Efter at AnsaldoBreda efterfølgende kompenserede DSB for det manglende togsæt, har DSB accepteret, at togsættet aldrig leveres.

## Ombygning og opgradering

### Ombygning
I perioden 2011-2013 ombyggede DSB NT-togsættene og de tre togsæt leveret umiddelbart efter NT-togsættene (togsæt 21-23) på Bombardiers værksted i Randers som underleverandør for AnsaldoBreda, hvorefter DSB efterfølgende installerede opgraderingspakkerne ligesom i de serieproducerede togsæt (MPTO). Togsæt 23 var det første togsæt, der ombyggedes i Randers i forsommeren 2011 ud fra en 7-punktsplan, hvor togsættene splittedes ad, og bl.a. ledningsnet og eludrustning udskiftedes. Endvidere isoleredes togets front, som oprindelig slet ikke var isoleret og forårsagede kolde førerrum.
Den 11. december 2011 var det første NT-togsæt, MG 5604, færdigombygget på værkstedet i Randers, efter at håndværkerne havde arbejdet på det i 10 måneder svarende til 20.000 timer. Ombygningen indebar, at kabler og stik udskiftedes, og rørgennemføringer tætnedes, så alle togets vitale dele kunne bringes op til en kvalitet, som burde resultere i en bedre driftsstabilitet. Kun togcomputeren, bogierne (hjulophæng, bremseudstyr, aksler og akselvendegear) og motorerne ændredes ikke ved ombygningen. I slutningen af 2011 forventede DSB på sigt at bruge 8000 timer pr. togsæt, da de resterende NT++-togsæt skulle ombygges.
Inden ombygningen af NT++-togsættene kunne de genkendes ved, at de i modsætning til de fleste serietog kørte med åbne frontkoblingslåger. Således kunne togene i forbindelse med nedbrud nemt trækkes til værkstedet i Aarhus af et af IC4-projektets assistancelokomotiver.
Pr. 31. december 2012 var 6 af de 14 NT-togsæt ombygget i Randers. Ifølge DSB blev produktionsplanlægningen vanskeliggjort af, at materialerne blev modtaget fra AnsaldoBreda ucyklisk og i tilfældig rækkefølge. Ombygningen af NT-togsættene forsinkedes bl.a. pga. manglende leverancer af hovedkomponenter. Ifølge DSB var de sidste togsæt i produktionsforløbet i en meget dårlig stand, da de havde været hensat i en længere periode og manglede en del hovedkomponenter.
I 2014 var 9 af de 14 NT-togsæt ombygget i Randers, og ved årets udgang var det ikke besluttet, om de resterende fem togsæt (nr. 06, 07, 12, 13 og 14) skulle ombygges.

### Opgradering
Forliget fra 2009 indebar, at AnsaldoBreda serieproducerede togsættene i MPTO-standard, hvorefter de opgraderedes af DSB på værkstederne i Aarhus og i Randers. For bedst muligt at supportere leverance af materiel til køreplanen K13 og fremover flyttede DSB med virkning fra slutningen af februar 2013 den fremtidige ombygning og opgradering af IC4 og IC2 til Randers, så Aarhus blev rent driftsværksted og Randers produktionsværksted. NT-togsættene ombyggedes først til MPTO-standard i Danmark forud for indbygning af diverse opgraderingspakker. Opgraderingen af togene skete løbende og i forskellige pakker:
- Pakke 1: Basispakken. Består af 27 ændringer, herunder sammenkoblet kørsel med to togsæt, internet, tætning af taget, optimering af skydetrin, lydisolering samt software-opgraderingen "TCMS pakke 1".
- Pakke 2d: Vinterpakken. Består af bl.a. isolering samt optimering af klimaanlægget og toilettanken.
- Pakke 2: Består af 44 ændringer, herunder sammenkoblet kørsel med tre togsæt, eliminering af vibrationer fra undervognen, nye vinduesviskere, samt software-opgraderingen "TCMS pakke 2".
- Pakke 3: Består af ca. 80 ændringer.

Ifølge DSB er pakke 2 monteret i alle togsæt, der kører passagertrafik. Pr. 31. december 2012 var 40 MPTO-togsæt udrustet med enten pakke 2 eller 2d.
I april 2015 vurderede DSB, at ansøgningen om ibrugtagningstilladelse for AnsaldoBredas driftsforbedrende softwarepakke ville kunne sendes til Trafikstyrelsen i december 2015. Ved udgangen af september 2015 afsluttede DSB og AnsaldoBreda testene i Fredericia af den opdaterede software til togcomputeren.

### Støjmålinger (2013)
DSB vurderede, at togenes komfort ville øges, efterhånden som de forskellige opgraderingspakker indbyggedes, men i oktober 2013 viste støjmålinger foretaget af teknologi- og rådgivningsvirksomheden Delta for Ingeniøren, at støjniveauet inde i IC4's motorvogne var dobbelt så højt som i IC3. I IC3 målte Delta et støjniveau omkring 65 dB(A) og i IC4 et støjniveau på 75 dB(A), altså en forskel på 10 dB, som af det menneskelige øre opfattes som en fordobling af støjniveauet. DSB erkendte, at støjniveauet i IC4-togene var uacceptabelt højt, og at der arbejdedes på at reducere støjniveauet. Målingerne viste imidlertid også, at støjniveauet i de af IC4-togets vogne, der ikke har motor, var på samme niveau som i IC3.
| Togtype | Sted             | Hastighed (km/t) | dB(A) |
| ------- | ---------------- | ---------------- | ----- |
| S-tog   | Passagersæde     | 0                | 45    |
| S-tog   | Passagersæde     | 90               | 62    |
| IC3     | Vogn 11 plads 32 | 0                | 54    |
| IC3     | Vogn 11 plads 32 | 80               | 58    |
| IC3     | Vogn 11 plads 32 | 120              | 61    |
| IC3     | Vogn 11 plads 32 | 140              | 63    |
| IC3     | Vogn 11 plads 32 | 180              | 66    |
| IC4     | Vogn 64 plads 22 | 115              | 75    |
| IC4     | Passagerafsnit   | 140              | 75    |
| IC4     | Cykler/kørestole | 140              | 61    |
| IC4     | Mellemgang       | 140              | 74    |

I maj 2014 oplyste DSB, at man havde løst støjproblemet fra udstødningen. Det havde man gjort ved i hovedudstødningen at indsætte en lille skillevæg, der forebyggede resonans fra motorerne.

## Idriftsættelse
Indsættelsesforløbet for kommerciel drift har været langstrakt og er sket i forskellige faser. Tre gange har DSB indstillet passagerdriften med IC4: Første gang i perioden 22. februar til 2. marts 2008 som følge af indvendige lugtgener fra togets udstødning, anden gang i perioden 15. november 2011 til 11. juli 2012 som følge af bremseproblemer og tredje gang fra den 7. til den 26. marts 2017 efter flere episoder, hvor en hydraulikpumpe var gået løs.
Dobbeltkoblet drift med passagerer har fundet sted i perioderne fra september 2010 til november 2011, fra august 2013 til juni 2014 og igen fra august 2015.

### 2007-2011
Fra juni 2007 og frem til driftstoppet i november 2011 som følge af bremseproblemer indsattes togene gradvist efter følgende plan:
- Enkeltkørende togsæt i regionaltrafikkken i overvåget prøvedrift (betinget typegodkendelse) forud for den egentlige typegodkendelse (fra juni 2007).
- Enkeltkørende togsæt i landsdelstrafikken i overvåget prøvedrift (fra august 2008).
- Dobbeltkoblede togsæt i regionaltrafikken (fra september 2010).
- Dobbeltkoblede togsæt i landsdelstrafikken (fra januar 2011).

#### Overvåget prøvedrift med passagerer
Det første egentlige gennembrud kom i sommeren 2007, da Trafikstyrelsen den 13. juni 2007 offentliggjorde, at DSB pr. 12. juni 2007 havde fået tilladelse til overvåget prøvedrift med passagerer på strækningen Aarhus-Aalborg. IC4 kunne således køre sin jomfrutur med passagerer som regionaltog i Nordjylland den 25. juni 2007. Ifølge DSB indebar "overvåget prøvedrift", at DSB ikke kørte med IC4 efter en fast køreplan, og at toget på nogle afgange kørte med passagerer, mens det på andre afgange ikke havde passagerer om bord (driftssimulering). MG 5604 var det første IC4-togsæt i drift som regionaltog på den nordjyske strækning. Udover MG 5604 fik også MG 5608 i august, MG 5606 i september og MG 5607 i oktober 2007 tilladelse til overvåget prøvedrift med passagerer på strækningen Lindholm-Aarhus-Fredericia-Padborg.
Ifølge en artikel i Århus Stiftstidende den 21. november 2007 havde det første togsæt (MG 5604) i efteråret 2007 rundet 50.000 km, heraf 37.000 km med passagerer.

#### Landsdelstrafik
Med driftserfaringerne fra Nordjylland kunne IC4 efterhånden testes for kørsel i Storebæltstunnellen, og den 4. december 2007 oplyste DSB i en pressemeddelelse, at man forventede, at AnsaldoBreda i starten af 2008 ville ansøge om typegodkendelse til landsdelsdrift. På denne baggrund ansøgte AnsaldoBreda og certificeringsvirksomheden TÜV i marts 2008 Trafikstyrelsen om en typegodkendelse for i alt 14 enkeltkørende NT++-togsæt i landsdelsdrift.
Den 7. august 2008 havde IC4 premiere i intercity- og lyntogstrafikken mellem landsdelene. MG 5613 afgik som lyntog 26 fra Aalborg kl. 08.59 og ankom kl. 13.29 i spor 1 på Københavns Hovedbanegård, hvor bl.a. DSB's daværende administrerende direktør Søren Eriksen, et stort presseopbud og mange interesserede borgere tog imod det nye tog.
Fra december 2008 var IC4 indsat i et dagligt løb mellem Aalborg og Københavns Lufthavn, Kastrup. Den 31. august 2009 øgedes antallet af daglige afgange mandag til torsdag til 17 svarende til i alt 98 afgange om ugen. Med introduktionen af IC Lyn Nonstop øgedes antallet af ugentlige afgange i løbet af 2010 til 105. Ifølge DSB var belægningsgraden for Non Stop lyntogene i perioden januar 2010 - november 2011 knap 40 %.

#### Sammenkoblet drift
Det næste store skridt var at indsætte IC4 i sammenkoblet drift. Eftersom et enkelt IC4-togsæt kun har siddepladser til ca. 200 passagerer, er sammenkoblet drift en forudsætning for, at IC4 også kan anvendes i myldretiden.
Test af MG 5621 og 5622 i sammenkoblet kørsel påbegyndtes på lukket spor uden for værkstedet i Aarhus i 2009, og i april 2010 startede de egentlige testkørsler mellem Vojens og Tinglev.
I denne forbindelse oplyste DSB, at man forventede at sætte to sammenkoblede IC4-tog i drift i løbet af tredje kvartal 2010. To sammenkoblede togsæt forventedes at indgå som fast element i køreplanen fra 2011.
Den 24. september 2010 kørte IC4 for første gang sammenkoblet som plantog mellem Aarhus og Kolding. Den 9. november 2010 meddelte DSB, at der var opnået typegodkendelse for de senest leverede tog til sammenkoblet drift. På denne baggrund indsatte DSB sammenkoblede IC4-tog mellem landsdelene fra den 17. januar 2011. Driftsstabiliteten voldte imidlertid fortsat problemer, og i foråret og sommeren 2011 var der dagligt kun mellem 0 og 3 løb med sammenkoblede IC4-tog. I november 2011 måtte togene tages helt ud af drift som følge af mulige bremseproblemer.

### 2012-
Da togene atter indsattes i passagerdrift fra juli 2012 efter bremsesagen, var det i første omgang igen som enkeltkørende togsæt i regionaltrafikken.
Siden 2012 har togene været indsat gradvist efter følgende plan:
- Enkeltkørende togsæt i regionaltrafikkken mellem Aarhus og hhv. Esbjerg, Aalborg og Frederikshavn (fra juli 2012).
- Enkeltkørende togsæt i landsdelstrafikken i enkelte lyntogsafgange mellem Aarhus og Kbh. H/CPH Lufthavn (fra december 2012). Udvidet til kørsel med dobbeltkoblede togsæt (fra august 2013). Ændret til enkeltkørende togsæt (fra juni 2014). Og mellem Frederikshavn og Aarhus (fra 2015).
- Enkeltkørende togsæt i regionaltrafikken mellem Slagelse og Kbh. H (fra december 2013).
- Enkeltkørende togsæt i regionaltrafikken mellem Kalundborg/Holbæk og Kbh. H/Østerport (fra august 2014).
- Dobbeltkoblet i landsdelstrafikken og i regionaltrafikken mellem Kalundborg/Holbæk og Kbh. H/Østerport (planlagt fra december 2014 men udskudt til august 2015).[94][95][96]

#### Enkeltkørende i regionaltrafikken
Aarhus-Esbjerg og Aarhus-Aalborg(-Frederikshavn)
IC4 havde repremiere i den almindelige drift fra 11. juli 2012 til 12. august 2012, hvor 1 togsæt kørte mellem Aarhus H og Esbjerg mandag til fredag. Fra 13. august 2012 til 23. september 2012 kørte 4 togsæt dagligt mellem Aarhus H og hhv. Aalborg og Esbjerg. I perioden fra 24. september 2012 til 11. november 2012 øgedes antallet til 8 togsæt dagligt mellem Aarhus H og hhv. Aalborg og Esbjerg, og fra 12. november 2012 til 8. december 2012 planlagdes med 12 togsæt dagligt mellem Aarhus H og hhv. Aalborg og Esbjerg.
Slagelse-København H
Siden december 2013 har IC4 indgået i den sjællandske regionaltogstrafik mellem København H og Slagelse i et nyt regionaltogssystem mandag-fredag i form af en myldretidsafgang fra Slagelse kl. 7.42 og en afgang fra København H kl. 15.59. Togsystemet har til formål at øge frekvensen i myldretiden mellem Slagelse og København og aflaste IC-trafikken.
Østerport-Holbæk-Kalundborg
Fra den 18. august 2014 indsattes enkeltkørende togsæt på Nordvestbanen, da strækningen mellem Lejre og Vipperød var udbygget til dobbeltspor. Det skete i form af 10-12 daglige afgange, hvor de erstattede de lokomotivfremførte dobbeltdækkertog primært på afgange uden for myldretiden. På hverdage var der afgang fra Østerport kl. 6.56 (mod Holbæk), 9.36 (fra Kbh. H mod Kalundborg), 9.56 (mod Holbæk), 12.56 (mod Holbæk), 15.32 (fra Kbh. H mod Kalundborg) og 19.27 (mod Kalundborg). Fra Holbæk køres kl. 8.29, 11.29, 12.09 (fra Kalundborg), 14.29 og 23.09 (fra Kalundborg). I weekender og på helligdage var der færre afgange.
Fra køreplansskiftet den 14. december 2014 tredoblede DSB antallet af afgange med IC4 på Nordvestbanen fra 12 til 36 daglige afgange (enkeltture) blandt andet for at give IC4 flere kilometer i hjulene. Ifølge DSB's trafikinformationschef, Tony Bispeskov, betød det blandt andet, at IC4 startede "fra kold" fra morgenstunden i Kalundborg, hvor der ikke var noget IC4-værksted. Derfor var der håndværkere til stede sammen med erfarne IC4-lokomotivførere, og samtidig var der et IC4-tog i reserve i Kalundborg, så to togsæt overnattede i Kalundborg. Eftersom IC4 fortsat ikke var godkendt til sammenkoblet kørsel, benyttedes togsættene stadigvæk fortrinsvis uden for myldretiden, men ifølge DSB anvendtes de også på nogle afgange på de travle tidspunkter. Det skyldtes, at der i køreplanen K15 var fire togsystemer i myldretiden på den opgraderede Nordvestbane, herunder flere hurtige afgange.
Odense-Svendborg
I marts 2015 og indtil videre er IC4 fast vikar i et enkelt løb på Svendborgbanen, mens et af banens Desiro-togsæt er på et længerevarende værkstedsophold.

#### Enkeltkørende i landsdelstrafikken
Den 9. december 2012 - da køreplanen for 2013 (K13) trådte i kraft - planlagdes med 19 togsæt dagligt mellem Aarhus H og hhv. Aalborg, Esbjerg og Kastrup, og IC4 havde således repremiere i landsdelstrafikken. DSB var dog tilbageholdende med at indsætte IC4 i landsdelstrafikken, og fra december 2012 til juni 2013 kørtes mandag-fredag blot to daglige afgange (benævnt LynX) fra Aarhus kl. 5.54 og 6.54 og to daglige afgange fra København H kl. 15.22 og 16.22 med stop i Vejle, Odense og Nyborg. Ifølge DSB var belægningsgraden for LynX-togene siden opstarten i december 2012 over 60 %. Fra slutningen af juni til den 19. august 2013 kørte der ingen IC4 i landsdelstrafikken, fordi de lyntogsafgange - der normalt fremførtes af IC4 - ikke kørte i sommerferieperioden.
Fra juni til december 2014 planlagdes de fire daglige lyntogsafgange mellem Aarhus og København atter som enkeltkørende, indtil den nye og forbedrede sammenkoblingsfunktion forventedes klar fra december 2014, hvilket dog måtte udskydes.

#### Sammenkoblet drift
Dobbeltkoblet i landsdelstrafikken
På trods af at IC4 siden den 28. februar 2012 løbende blev driftssimuleret med dobbeltkoblede togsæt, indgik IC4 ikke dobbeltkoblet som hverken intercity-tog eller lyntog i landsdelstrafikken i knap to år fra efteråret 2011 og indtil august 2013. Siden december 2012 oplyste DSB i statusrapporterne, at man arbejdede på at indsætte dobbeltkoblede togsæt i landsdelstrafikken. Bortset fra sporadiske afgange som dobbeltkoblede interregionaltog på fredage i forsommeren og i dobbeltkoblet kørsel i enkelte afgange for DSB Skolerejser i sommeren 2013, kørte IC4 ikke sammenkoblet i den almindelige drift. I april 2013 vurderede DSB, at tre forbedringer var nødvendige for at indsætte IC4 yderligere i landstrafikken: For det første skulle hastigheden hæves til 180 km/t med DTU's anbefalinger in mente, for det andet skulle sammenkoblingsfunktionaliteten forbedres på baggrund af Atkins' anbefalinger, og for det tredje skulle stationstiden afkortes.
Fra den 19. august 2013 indgik IC4 igen som dobbeltkoblede togsæt i landsdelstrafikken, da togene indsattes på lyntogsafgangene mandag-fredag mellem Aarhus og København (fra Aarhus kl. 5.54 og 6.54 og fra København H kl. 15.22 og 16.22). Ifølge DSB kunne tidsplanen for indsættelsen af dobbeltkoblede togsæt blive justeret pga. leverance (dvs. togsæt til rådighed), regularitet og pålidelighed. Allerede inden de dobbeltkoblede tog genintroduceredes i den almindelige køreplansdrift antydede DSB i statusrapporterne, at det var ønsket om mindst mulig kommerciel og trafikal risiko, der betød, at man var tilbageholdende med at indsætte togene i dobbeltkoblet kørsel i den almindelige drift.
I december 2013 måtte 16 (svarende til 27,6 %) af de 58 planlagte dobbeltkoblede afgange helt eller delvist realiseres med anden togtype end IC4.
I juni 2014 indstillede DSB kørslen med sammenkoblede togsæt som følge af problemer med togenes computere og koblinger, der førte til dårlig kommunikation mellem sammenkoblede togsæt og dermed ustabil drift. DSB regnede med at genoptage kørslen med sammenkoblede IC4-togsæt senest i december 2014, når softwaren var opdateret og koblingerne ombyggede, hvilke dog måtte udskydes.
Ifølge DSB's indsættelsesplan pr. 31. maj 2015 forventes IC4 atter at indgå (dobbeltkoblet) i IC-trafikken fra 2016.
Dobbeltkoblet i regionaltrafikken
Dobbeltkoblede IC4-togsæt forventedes indsat som regionaltog på Nordvestbanen (Østerport-Holbæk-Kalundborg), da køreplanen for 2015 (K15) trådte i kraft den 14. december 2014 men måtte udskydes, fordi den nødvendige software endnu ikke var godkendt.
Den 16. juni 2015 sendte DSB ansøgningen om typegodkendelse til sammenkoblet kørsel med op til tre togsæt og optimerede bremser til Trafikstyrelsen. Den 30. juni havde styrelsen stillet supplerende spørgsmål til DSB, som DSB skulle besvare. Den 11. august 2015 fik DSB tilladelse til kørsel med både to og tre sammenkoblede togsæt. Ifølge DSB ville dobbeltkoblede togsæt blive indsat på Nordvestbanen i løbet af uge 34 (17.-23. august). Torsdag den 20. august 2015 havde togsæt 04 og 38 driftspremiere som sammenkoblede togsæt på Nordvestbanen. Toget afgik kl. 5.56 fra København H, 7.38 fra Kalundborg, 17.07 fra Østerport og 19.58 fra Kalundborg.
Multipel 3
I august 2013 forventede DSB, at testkørsel med tre sammenkoblede togsæt i blandet trafik ville påbegyndes i december 2013. I et svar til Folketingets Transportudvalg i maj 2014 oplyste transportministeren, at DSB forventede at indsætte 3 sammenkoblede togsæt i landsdækkende trafik fra august 2015. Ansøgningen om typegodkendelse til sammenkoblet kørsel med op til tre togsæt blev sendt til Trafikstyrelsen den 16. juni 2015. I august 2015 fik DSB tilladelse til at køre med op til 3 sammenkoblede togsæt i drift. Ifølge direktør i DSB Operation, Anders Egehus, ønskede man erfaring med de dobbeltkoblede togsæt og et rimeligt niveau af driftsstabilitet, inden man ville indsætte 3 sammenkoblede togsæt i drift formentligt i InterCity-trafikken. Den 11., 12. og 13. august 2015 planlagdes med driftssimulering af 3 sammenkoblede togsæt mellem Aarhus og Esbjerg i et dagligt returløb. Onsdag den 9. marts 2016 kørte 3 IC4-togsæt sammenkoblet for første gang med passagerer. Det skete som IC Lyn 210 med afgang 5.27 fra Aarhus H og ankomst på København H 8.35. Toget var rettidigt på hele turen. Ifølge DSB var der dog brug for flere erfaringer, før tre sammenkoblede togsæt ville blive en fast del af køreplansdriften.
Multipel 4
I maj 2014 forventede DSB, at 4 sammenkoblede togsæt ville indgå i den landsdækkende trafik fra januar 2017, og at togsættene til den tid også ville være godkendt til at kunne driftskoble.
I juni 2014 testkørtes togsættene 03, 35, 47 og 64 sammenkoblet på Gedserbanen.
I november 2014 oplyste DSB, at der endnu ikke var fastlagt en dato for kørsel med fire sammenkoblede togsæt, og at man i stedet fokuserede på at indhente erfaringer med to og tre sammenkoblede togsæt.

#### Yderligere indsættelse
Havarikommissionens endelige rapport fra den 30. august 2013 - der konkluderede, at bremserne fungerer, som de skal under normale forhold, men at den maksimalt tilladte hastighed indtil videre fortsat skulle reduceres fra 180 km/t til 140 km/t i løvfaldsperioden - indebar, at DSB i oktober og november 2013 og 2014 måtte sløjfe stoppet i Odense i de i alt fire daglige lyntogsafgange mandag-fredag mellem København og Aarhus, der fremførtes med IC4. I stedet standsede togene kun i Nyborg og Vejle, og fra København afgik togene kl. 15.14 og 16.14 i stedet for 15.22 og 16.22.
Med Havarikommissionens rapport var der dog samtidigt givet grønt lys til at indsætte flere IC4-tog i trafikken. Ifølge DSB ville det dog først ske i december 2013, fordi der ikke kunne sættes flere IC4-tog på skinnerne, så længe man arbejdede på køreplanen for 2014, der trådte i kraft den 14. december. Desuden havde DSB brug for en reserve af tog, der kunne sættes ind i tilfælde af nedbrud. Ved udgangen af august 2013 var 45 IC4-tog godkendt til kørsel med passagerer, mens 66 togsæt havde gennemgået driftssimulering. Ved udgangen af august benyttedes de 17 togsæt i drift således: 9 togsæt mellem Aarhus og Esbjerg, 4 togsæt mellem Aarhus og København, 3 togsæt mellem Aarhus og Frederikshavn og 1 togsæt mellem Aarhus og Aalborg.
I starten af september 2013 forventede direktør i DSB Vedligehold, Steen Schougaard Christensen, at antallet af kørte kilometer med IC4-toget i december 2013 - når køreplanen for 2014 var trådt i kraft - ville øges fra ca. 200.000 km om måneden til 350.000 km. Efter sommerferien 2014 forventede man, at tallet ville stige til 750.000 km. Ifølge vedligeholdelseschefen ville hovedparten af de leverede IC4-tog kunne gøres så driftsstabile, at de kan indsættes i almindelig drift. På det tidspunkt forventede man, at 64-74 togsæt skulle indgå som en fast del af den almindelige trafik.
I november 2013 forventede DSB, at alle 82 togsæt i løbet af 2015 ville være godkendt til at køre med passagerer.
Ifølge en artikel på Ing.dk i december 2013 skrues der op for anvendelsen frem til 2018, hvor DSB skal levere 75 køreklare togsæt hver dag. Ligeledes i december 2013 forventede DSB 37 togsæt i drift ved køreplanen K14-3's ikrafttræden den 18. august 2014.
Senere i december 2013 fremgik det dog af et svar til Folketingets Transportudvalg, at mængden af togsæt, der indgik i driftspuljen, aktuelt var udfordret. DSB havde derfor foreløbigt reduceret det planlagte forbrug af IC4 frem til udgangen af januar 2014 med fire togsæt, dvs. fra de planlagte 24 til 20 togsæt.
IC4-produktionen udvidedes i august 2014 med enkeltkørende togsæt på ca. ti daglige afgange på Nordvestbanen.
I oktober 2014 oplyste DSB, at man håbede at kunne indsætte 37 driftstog - der også kan sammenkoble i drift - inden køreplanen, der trådte i kraft den 15. december.
Den 13. oktober 2014 rundede IC4-togene 10 mio. kørte km.
Pr. 30. september 2014 udgjorde driftsreserven 11 ud af de 32 driftstogsæt. 67 (81,7 %) af de 82 togsæt var godkendt til passagerdrift. 77 (93,9 %) af togsættene havde ibrugtagningstilladelse.
Ifølge DSB's statusrapport fra januar 2015 leveredes dagligt mellem 36 og 38 togsæt til driften. Heraf var der en "meget høj" driftsreserve på 16 togsæt svarende til 42-44 %.
I 2015 var IC4 fast vikar i et enkelt løb på Svendborgbanen, mens et af banens Desiro-togsæt var på et længerevarende værkstedsophold.
I maj 2015 leveredes 36 togsæt til driften, hvoraf 9 togsæt (25 %) indgik som driftsreserve.
I foråret 2015 var der ifølge DSB 831 ugentlige afgange med IC4 fordelt på følgende strækninger:
- København-Holbæk/Kalundborg: 314 ugentlige afgange svarende til gennemsnitligt 45 om dagen
- Aarhus-Esbjerg: 259 ugentlige afgange svarende til gennemsnitligt 37 om dagen
- Aarhus-Aalborg-Frederikshavn: 228 ugentlige afgange svarende til gennemsnitligt 32 om dagen
- København-Aarhus: 20 ugentlige afgange svarende til 4 om dagen (mandag-fredag)
- Slagelse-København: 10 svarende til 2 om dagen (mandag-fredag)

I alt var der i foråret 2015 ca. 118 daglige afgange med IC4 svarende til ca. 3560 afgange om måneden.
Fra køreplanen K16 (december 2015) indgik IC4 endvidere i det nye Ringe-Nyborg-regionaltogssystem.
Prose-rapporten (december 2014)
Den 5. december 2014 offentliggjordes den uafhængige Prose-rapport. Rapportens hovedkonklusion var, at IC4 kan bringes i en stand, hvor togsættene kan bruges som intercitytog og dermed spille en hovedrolle i den danske togtrafik som oprindelig tiltænkt. På grund af forsinkelsen i leveringen af togsættene og flådens deraf følgende kortere brugbare levetid betegnede Prose den foretagne investering som dårlig, men Prose forventede og anbefalede, at DSB kan have 74 (77) af de 82 IC4-tog i drift i 2019.
DSB's indsættelsesplan (juni 2015)
I juni 2015 i forbindelse med statusrapporten pr. 31. maj offentliggjorde DSB nedenstående indsættelsesplan, herunder de funktionelle forudsætninger for henholdsvis minimums- og maksimalindsættelse. Ifølge DSB er minimumsindsættelse det antal togsæt, som er nødvendige af hensyn til den forventede køreplan og udfasningen af ME-lokomotiverne. Maksimalindsættelse er det antal IC4, som vil kunne indsættes, hvis de skitserede forudsætninger opfyldes. I 2019 forventes 77 togsæt anvendt, heraf 9 til værkstedsreserve og evt. 2 til driftsreserve.
| Udvikling (år/periode) | Implementering                                                 | Min.indsættelse (forudsætning) | Maks.indsættelse (forudsætning)      | Start  | Daglig leverance til drift (togsæt) | Driftsbehov ekskl. driftsreserve | Mulig indsættelse inkl. driftsreserve |
| ---------------------- | -------------------------------------------------------------- | ------------------------------ | ------------------------------------ | ------ | ----------------------------------- | -------------------------------- | ------------------------------------- |
| 2013                   | Regional Vest                                                  |                                |                                      |        | 27                                  | 14                               | 14+                                   |
| 2014.1                 | Øget indsættelse i Re Vest                                     | Test af fastkobling på X-Lyn   |                                      | jan-14 | 30                                  | 19                               | 19+                                   |
| 2014.2                 | Øget indsættelse i Re Øst                                      |                                |                                      | aug-14 | 32                                  | 16                               | 16+                                   |
| 2015.1                 | Yderligere indsættelse i Re Øst                                | To softwarepakker indbygget    |                                      | dec-14 | 36                                  | 20                               | 20+                                   |
| 2015.2                 | Trafikudvidelse Nordvestbanen                                  |                                | Ny typegodkendelse Fastkoblet kørsel | aug-15 | 40                                  | 20                               | 40                                    |
| 2016                   | Indsættelse i udvalgte IC                                      | 180 km/t                       |                                      |        | 45                                  | 22                               | 45                                    |
| 2017                   | Øget indsættelse i IC og Sydbanen pga. udfasningen af ICE'erne | Optimerede holdetider          | Kobling på vendestationer            |        | 55                                  | 32                               | 55                                    |
| 2018                   | Øget indsættelse i IC og udfasning af ME-lokomotiverne         |                                | Driftskobling                        |        | 63                                  | 52                               | 63                                    |
| 2019                   | Fuld indsættelse i fjerntrafikken                              | Driftskobling fuld anvendelig  | 200 km/t                             |        | 68                                  | 66                               | 68                                    |

DSB's IC4-anbefaling (december 2016)
Den 15. december 2016 offentliggjorde DSB til Folketingets Transportudvalg i en 44 sider lang rapport sin anbefaling af IC4's videre anvendelse. Rapporten konkluderede i hovedtræk:
- At IC4 er en del af løsningen frem mod indsættelse af IC5 i 2027.
- At der sker en minimalistisk idriftsættelse af IC4, hvor der frem til udfasningen anvendes 77 togsæt fordelt med ca. 40 togsæt i drift med passagerer og ca. 37 togsæt i drifts- og værkstedsreserve.
- At IC4 primært anvendes i regionaltrafikken.
- At der fremover alene fokuseres på at forbedre IC4-togsættenes driftsstabilitet og tilgængelighed. Derfor indstilles arbejdet med at indføre fire sammenkoblede togsæt, driftskobling og forbedre komforten i passagerafsnittene.
- At der som en forsikring af konsekvenserne af yderligere forværring af IC4-togsættenes driftsstabilitet forberedes udbud af vogne, som vil kunne anvendes sammen med et eventuelt yderligere antal ellokomotiver.

I 4. kvartal 2018 anvendtes 75 togsæt, hvoraf 52 togsæt indgik i driftspuljen. Af disse indsattes 36-40 togsæt i daglig drift. De resterende togsæt udgjorde en driftsreserve. Der planlagdes med 6 togsæt i Regional Vest (Odense-Fredericia, Fredericia-Struer og Odense-Svendborg), 17 togsæt i Regional Øst (Østerport-Kalundborg og Østerport-Nykøbing F), 7 togsæt Aarhus-Esbjerg og 6 togsæt i InterCity- og lyntog (Aarhus-Aalborg og Aarhus-København).
I august 2020 udtalte Rigsrevisionen at DSB havde færdiggjort togene, og afsluttede sagen. I april 2021 valgtes eltog (senere navngivet IC5), til at stå for intercity-driften fra 2024. IC5 bliver dog først klar i 2027.

## Driftsstabilitet
Målsætninger
I oktober 2011 vurderede Atkins, at det burde være realistisk at øge driftsstabiliteten, så IC4-flåden kunne køre i gennemsnit 7000 km mellem tekniske hændelser (der forsinkede toget mere end 5 minutter og 59 sekunder) i løbet af 2013, 15.000 km i oktober 2015, 20.000 km i april 2018 og 25.000 km mellem hændelser i 2022.
Af Prose-rapporten fra december 2014 fremgik følgende mål for km mellem tekniske hændelser:
| Km mellem hændelser (MDBF)  | Fase 1 (K13-3) | Fase 2 (K14-1) | Fase 3 (K14-3) | Fase 4 (K15-1) | Fase 5 (K15-3) | Fase 6 (K17) | Fase 7 (K18) | Fase 8 (K19) |
| --------------------------- | -------------- | -------------- | -------------- | -------------- | -------------- | ------------ | ------------ | ------------ |
| Fjern- og Regional Øst (km) | 6000           | 8000           | 10.000         | 12.000         | 14.000         | 16.000       | 18.000       | 20.000       |
| Regional Vest (km)          | 5000           | 6000           | 7000           | 8500           | 10.500         | 13.000       | 16.000       | 20.000       |

Realiseret
I 2009-2011 kørte IC4 gennemsnitligt ca. 2000 km mellem tekniske hændelser. Togets performance øgedes til 3600 km i 2012, 4500 km i 2013, ca. 6500 km i 2014 og 7400 km i 2015. I 2009-2011 kørte IC4 15.000-17.000 km mellem nedbrud, der indebar, at toget måtte tages ud af drift. I 2012-2015 forbedredes tallet til 53.000-67.000 km.
| Driftsudvikling (2012-2015) | 2012    | 2013      | 2014      | 2015      |
| --------------------------- | ------- | --------- | --------- | --------- |
| Antal km i drift            | 488.827 | 2.969.244 | 3.436.008 | 5.504.881 |
| Rettidighed (%) 4:59        | -       | 93,9      | 93,0      | 93,6      |
| Km mellem hændelser (MDBF)  | 3600    | 4519      | 6461      | 7400      |
| Km mellem nedbrud           | 53.200  | 57.101    | 60.794    | 67.200    |

Fra og med 2016 ændredes opgørelsen af rettidighed/punktlighed til det skærpede målkrav på 2 minutter og 59 sekunder.
| Driftsudvikling (2016-)    | 2016        |
| -------------------------- | ----------- |
| Antal km i drift           | 6.526.000   |
| Rettidighed (%) 2:59       | 79,2        |
| Km mellem hændelser (MDBF) | 4804 (4:59) |

### 2007-2011
I maj 2011 oplyste DSB, at den utilstrækkelige driftsstabilitet blev et stadig større problem i takt med en stigende anvendelse af IC4 i den daglige drift. Ifølge Atkins-rapporten fra 2011 kørte de 14 NT-togsæt i perioden fra januar til juli 2011 i gennemsnit 2014 km mellem tekniske hændelser. En teknisk hændelse er et forhold ved toget, der medfører, at det forsinkes mere end 5 minutter og 59 sekunder. 12 af MPTO-togsættene kørte i samme periode i gennemsnit 1771 km mellem tekniske hændelser, og andre 6 MPTO-togsæt kørte fra februar til august 2011 i gennemsnit 1837 km mellem hændelser. DSB begrundede dette med, at de serieproducerede tog ikke havde kørt lige så mange kilometer som prototyperne, og at driftsstabiliteten forventedes øget, efterhånden som opgraderingspakkerne indbyggedes. Til sammenligning kørte DSB's 96 IC3-togsæt i perioden fra februar 2008 til januar 2009 i gennemsnit 33.750 km mellem hændelser. Ifølge Atkins var IC4's driftsstabilitet under alle omstændigheder lav, men en lav driftsstabilitet er ifølge Atkins ikke ualmindeligt, når nye tog sættes i drift. Fx kørte Øresundstogene i det første driftsår i 2000 kun 2500 km mellem hændelser, hvilket steg til 17.000 km mellem hændelser de efterfølgende fem driftsår.
| 2009                       | ÅTD    |
| -------------------------- | ------ |
| Km mellem hændelser (MDBF) | 2200   |
| Km mellem nedbrud          | 15.900 |

| 2010             | Februar | Marts  |
| ---------------- | ------- | ------ |
| Antal km i drift | 58.000  | 82.000 |

| 2010                       | ÅTD    |
| -------------------------- | ------ |
| Km mellem hændelser (MDBF) | 1800   |
| Km mellem nedbrud          | 17.100 |

| 2011                       | ÅTD    |
| -------------------------- | ------ |
| Km mellem hændelser (MDBF) | 1800   |
| Km mellem nedbrud          | 15.200 |

### 2012-
2012
Efter at togene i juli 2012 genindsattes i kommerciel drift, kørte de i juli-september 2012 med en rettidighed på 97 % og oktober-december 2012 med en rettidighed på 93-94 %. I juli 2012 kørte togene ca. 2000 km mellem hændelser, hvilket svarede til niveauet inden bremsesagen. Driftsstabiliteten øgedes til 4400 km mellem hændelser i september 2012 for efterfølgende at falde til 3300 km i december 2012.
Antallet af togafgange steg fra 30 i juli til 893 i december 2012. I uge 50 måtte 110 (36,9 %) af de 298 planlagte IC4-afgange erstattes med IC3 eller MR. I uge 51 erstattedes 14 (4,7 %) af de 298 afgange med IC3 eller MR. På trods af kørselsforbuddet i 1. halvår tilbagelagde IC4 i resten af 2012 i alt 488.827 km med passagerer.
| 2012                | Jul. | Aug.   | Sep.   | Okt.   | Nov.    | Dec.    | ÅTD     |
| ------------------- | ---- | ------ | ------ | ------ | ------- | ------- | ------- |
| Antal km            | 5910 | 37.516 | 66.142 | 96.377 | 102.147 | 181.335 | 488.827 |
| Antal togafgange    | 30   | 219    | 390    | 577    | 642     | 893     | -       |
| Km mellem hændelser | 1971 | 2345   | 4409   | 3109   | 3295    | 3297    | 3600    |
| Km mellem nedbrud   | 5910 | 37.516 | 32.047 | 24.094 | 51.075  | 181.335 | 53.200  |

2013
I 2013 tilbagelagdes i alt knap 3 mio. km med IC4 i drift svarende til gennemsnitligt knap 250.000 km om måneden.
Fejltyperne på togene i januar og februar 2013 relaterede sig til dør- og skydetrin, IDU-skærmen i førerrummet, klimaanlægget og bremsesystemet. Relativt set var den faktiske daglige produktion pr. togsæt fortsat lav i januar og februar 2013. Med gennemsnitligt 17 togsæt i drift svarede dette til gennemsnitligt 450 km om dagen for hvert togsæt i drift. Niveauet for antal nedbrud steg drastisk fra december 2012 til januar 2013 men reduceredes atter i februar 2013 og endte på et niveau, der var en smule gunstigere end niveauet i november 2012. Niveauet for antal hændelser forbedredes en anelse fra december 2012 til januar 2013 og forbedredes yderligere i februar 2013 men var fortsat under det hidtil bedste niveau i september 2012. I perioden 15. januar - 28. februar 2013 planlagde DSB med 23 togsæt inkl. rotationskørsel (tomkørsel), heraf 17 togsæt i passagerdrift. Det faktiske antal togsæt i perioden varierede mellem 12 og 22 togsæt. Data om planlagt og faktisk produktion er ikke offentliggjort siden april 2013. Data om km mellem hændelser og nedbrud opgjordes i perioden juli-december 2013 "år til dato".
Fra december 2012 til oktober 2013 var der dagligt mellem 6 og 27 driftsklare togsæt.
I december 2013 kørte de driftsklare tog 7029 km mellem hver hændelse, der forsinkede togene mere end fem minutter. I hele 2013 var tallet dog noget lavere: 4519 km.
Kolonnerne i tabellen nedenfor markeret med en streg (-) markerer, at der ikke er offentliggjort data for perioden.
| 2013                                      | Jan.    | Feb.    | Mar.    | Apr.    | Maj | Jun. | Jul.   | Aug.   | Sep.   | Okt.   | Nov.   | Dec.   | ÅTD       |
| ----------------------------------------- | ------- | ------- | ------- | ------- | --- | ---- | ------ | ------ | ------ | ------ | ------ | ------ | --------- |
| Planlagt produktion (km)                  | 250.080 | 229.911 | 246.529 | 293.724 | -   | -    | -      | -      | -      | -      | -      | -      | -         |
| Realiseret produktion (km)                | 221.719 | 214.371 | 187.130 | 230.991 | -   | -    | -      | -      | -      | -      | -      | -      | 2.969.244 |
| Realiseret produktion dagsgennemsnit (km) | 7152    | 7656    | 6036    | 7700    | -   | -    | -      | -      | -      | -      | -      | -      | -         |
| Rettidighed (%)                           | 93,9    | 96,9    | 93      | 96,1    | -   | -    | 95,9   | 94,4   | 90,4   | 87,2   | 90,0   | 96,4   | 93,9      |
| Pålidelighed (%)                          | 95,4    | 97,6    | 92      | 98,6    | -   | -    | 95,4   | 96,1   | 92,3   | 90,8   | 92,2   | 96,2   | -         |
| Km mellem hændelser                       | 3445    | 4051    | -       | 4447    | -   | -    | 3629   | 4099   | 4193   | 4309   | 4361   | 4519   | 4519      |
| Km mellem nedbrud                         | 19.803  | 60.771  | -       | 126.749 | -   | -    | 48.697 | 52.940 | 56.709 | 56.413 | 55.002 | 57.101 | 57.101    |

2014
I 2014 ankom mellem 81,8 og 97,4 % af de realiserede afgange med IC4 rettidigt (dvs. maksimalt 5 minutter og 59 sekunder forsinket) svarende til et gennemsnit for året på 92,8 %, hvilket var lavere end i 2013 (96,4 %). I 2014 var rettidigheden højest i marts og lavest i oktober.
Mellem 86,9 og 96,1 % af de planlagte afgange realiseredes på månedsbasis (pålidelighed). Pålideligheden var højest i marts og lavest i juni og gennemsnitligt for året 90,6 %, hvilket også var lavere end året før (96,2 %).
Målt på km mellem hændelser og km mellem nedbrud var udviklingen i IC4's driftsstabilitet i 2014 ikke tilfredsstillende og endte gennemsnitligt på 6461 km, hvilket var en forbedring i forhold til 2013 (4519 km). I marts kørte IC4 8528 km mellem hændelser, hvilket faldt til 4068 km i juni for igen at øges til omkring 6301 i juli og august for derefter at falde til 5606 km i september. I november steg antallet af km mellem hændelser til 15.626, hvilket var årets bedste præstation. I februar var der 292.734 km mellem nedbrud, hvilket faldt til 30.645 km i maj. I juli og august øgedes det til hhv. 39.906 og 154.515 km men faldt i september til 82.695 km og i oktober til 61.144 km. I november øgedes antallet af km mellem nedbrud til 140.000 km, hvilket kun var overgået af præstationerne i februar og august. I december halveredes niveauet til 71.000 km. Gennemsnitligt var der i 2014 60.794 km mellem nedbrud, hvilket var stort set uændret i forhold til 2013 (57.101 km).
Ifølge DSB's halvårsregnskab faldt driftsstabiliteten i 2. kvartal efter en positiv udvikling de forudgående kvartaler.
| 2014                       | Jan.   | Feb.    | Mar.   | Apr.   | Maj    | Jun.   | Jul.   | Aug.    | Sep.   | Okt.   | Nov.    | Dec.   | ÅTD       |
| -------------------------- | ------ | ------- | ------ | ------ | ------ | ------ | ------ | ------- | ------ | ------ | ------- | ------ | --------- |
| Rettidighed (%)            | 95,1   | 96,6    | 97,4   | 92,9   | 94,8   | 93,7   | 94,2   | 94,5    | 92,6   | 81,8   | 90,8    | 94,0   | 93,0      |
| Pålidelighed (%)           | 87,6   | 92,1    | 96,1   | 93,8   | 91,4   | 86,9   | 89,9   | 91,5    | 93,2   | 88,8   | 89,0    | 87,4   | 90,6      |
| Km mellem hændelser (MDBF) | 7271   | 6970    | 8528   | 6770   | 4378   | 4068   | 6301   | 6307    | 5606   | 6369   | 15.626  | 8912   | 6461      |
| Km mellem nedbrud          | 76.349 | 292.734 | 83.149 | 43.521 | 30.645 | 31.324 | 39.906 | 154.515 | 82.695 | 61.144 | 140.630 | 71.295 | 60.794    |
| Realiseret produktion (km) | -      | -       | -      | -      | -      | -      | -      | -       | -      | -      | -       | -      | 3.436.008 |

2015
| 2015                       | Jan.    | Feb.    | Mar.    | Apr.    | Maj     | Jun.    | Jul.    | Aug.    | Sep.    | Okt.    | Nov.    | Dec.    | ÅTD       |
| -------------------------- | ------- | ------- | ------- | ------- | ------- | ------- | ------- | ------- | ------- | ------- | ------- | ------- | --------- |
| Planlagt produktion (km)   | 450.000 | -       | -       | -       | -       | -       | -       | -       | -       | -       | -       | -       | -         |
| Realiseret produktion (km) | 400.333 | 370.000 | 410.000 | 432.015 | 546.604 | 486.216 | 473.530 | 463.183 | 456.000 | 487.000 | 480.000 | 500.000 | 5.504.881 |
| Rettidighed (%)            | 95,5    | 97,0    | 96,4    | 95,2    | 95,1    | 94,4    | 95,4    | 93,6    | 92,7    | 88,9    | 86,4    | 92,9    | 93,6      |
| Km mellem hændelser (MDBF) | 7023    | 11.246  | 8399    | 8817    | 7699    | 8840    | 7516    | 6617    | 8800    | 7300    | 5400    | 5500    | 7400      |
| Km mellem nedbrud          | 66.722  | 74.226  | 137.179 | 108.004 | 36.440  | 486.216 | 236.765 | 51.465  | 65.000  | 60.900  | 37.000  | 49.900  | 67.200    |

2016
Fra og med 2016 opgøres rettidighed i DSB's månedlige statusrapporter til Transport- og Bygningsministeriet og Folketinget ud fra det skærpede mål 2:59 i henhold til trafikkontrakten mellem DSB og ministeriet. Hidtil har IC4's rettidighedsdata været opgjort ud fra kriteriet 4:59. Endvidere er rettidighed opgjort i 'togrettidighed', der er inkl. aflysninger. Data fra og med 2016 er derfor ikke sammenlignelige med tidligere år. Km mellem hændelser defineres fortsat ud fra kriteriet 4:59. Data herom er derfor sammenlignelige med tidligere år. Km mellem nedbrud offentliggøres ikke længere.
MDBF faldt i 2016, hvor DSB ellers forventede, at IC4's driftsstabilitet ville forbedres. I 2016 tilbagelagde flåden 1 mio. flere km end i 2015.
| 2016                             | Jan.    | Feb.    | Mar.    | Apr.    | Maj     | Jun.    | Jul.    | Aug.    | Sep.    | Okt.    | Nov.    | Dec.    | ÅTD       |
| -------------------------------- | ------- | ------- | ------- | ------- | ------- | ------- | ------- | ------- | ------- | ------- | ------- | ------- | --------- |
| Realiseret produktion (km)       | 505.000 | 470.000 | 480.000 | 510.000 | 530.000 | 570.000 | 540.000 | 595.000 | 560.000 | 580.000 | 581.000 | 605.000 | 6.526.000 |
| Togrettidighed, 2:59 (%)         | 80,6    | 83,2    | 80,8    | 79,1    | 75,8    | 75,4    | 85,0    | 81,5    | 81,5    | 79,2    | 68,8    | 83,1    | 79,2      |
| Km mellem hændelser, 4:59 (MDBF) | 4993    | 5344    | 4354    | 5046    | 4652    | 4421    | 4079    | 4256    | 3503    | 5734    | 5872    | 7213    | 4804      |

2017
Fra og med 2017 opgjordes MDBF ud fra det skærpede mål på 2:59 og ikke som tidligere 4:59.
I 2017 tilbagelagde IC4 i alt 6,5 mio. km i drift, hvilket var på niveau med 2016. Ved udgangen af 2017 udgjorde IC4-produktionen 16 % af DSB's produktion med dieselmateriel, og der planlagdes med en driftspulje på 52 togsæt, hvoraf gennemsnitligt 45 togsæt leveredes til driften. Heraf planlagdes med 40 togsæt til indsættelse i daglig drift fordelt på 20 togsæt i regional vest, 12 togsæt i regional øst og 8 togsæt som intercity- og lyntog. 75 af de 77 driftsgodkendte togsæt var i drift i løbet af 2017.
| 2017                             | Jan.    | Feb.    | Mar.    | Apr.    | Maj     | Jun.    | Jul.    | Aug.    | Sep.    | Okt.    | Nov.    | Dec.    | ÅTD       |
| -------------------------------- | ------- | ------- | ------- | ------- | ------- | ------- | ------- | ------- | ------- | ------- | ------- | ------- | --------- |
| Realiseret produktion (km)       | 635.000 | 561.000 | 165.000 | 540.000 | 625.000 | 556.000 | 528.000 | 585.000 | 587.000 | 591.000 | 560.000 | 560.000 | 6.523.000 |
| Togpunktlighed, 2:59 (%)         | 83,2    | 83,6    | 88,4    | 88,6    | 85,6    | 87,0    | 86,3    | 85,6    | 82,6    | 79,7    | 81,2    | 89,8    | 85,3      |
| Km mellem hændelser, 2:59 (MDBF) | 4542    | 3673    | 4243    | 4194    | 4407    | 4635    | 5496    | 5322    | 4256    | 3537    | 5131    | 4860    | 4492      |

2018
| 2018                             | Jan.    | Feb.    | Mar.    | Apr.    | 2. kvartal | 3. kvartal | 4. kvartal | Åtd  |
| -------------------------------- | ------- | ------- | ------- | ------- | ---------- | ---------- | ---------- | ---- |
| Realiseret produktion (km)       | 624.000 | 663.000 | 666.000 | 635.000 | n/a        | n/a        | n/a        | n/a  |
| Togpunktlighed, 2:59 (%)         | 90,6    | 84,1    | 88,4    | 89,8    | n/a        | n/a        | n/a        | n/a  |
| Km mellem hændelser, 2:59 (MDBF) | 3952    | 3453    | 4722    | 4668    | 4495       | 4644       | 6975       | 4387 |

## Kundetilfredshed
Ifølge DSB viste en kundetilfredshedsmåling i 4. kvartal 2014, at IC4 var DSB's mest populære togtype med en score på 7,9 på en skala fra 1-10.

## Vedligeholdelse og eftersyn
Togene vedligeholdes på DSB's driftsværksted ved Sonnesgade i Aarhus. Efterhånden som flere af togene kom ud at køre, blev kontrollen med togsættene også væsentlig mindre. Indtil udgangen af 2013 skulle hvert enkelt IC4-togsæt igennem en sikkerhedsinspektion hver 7. dag, hvilket indebar, at tre tog hver dag ikke kunne indgå i driften. Ved udgangen af december 2013 forventede DSB, at to tilfældigt udvalgte IC4-togsæt hver havde kørt 15.000 km testkørsel uden nedbrud. Fra januar 2014 forventedes hele flåden derfor at få grønt lys fra Trafikstyrelsen til at køre på samme vilkår og gennemgå samme eftersyn som andre tog. Det ville indebære, at IC4 fremover skulle til små eftersyn ved 20.000 og 40.000 km og et større eftersyn ved 100.000 km. Som følge af at DSB i marts og april 2014 konstaterede revner i aksellejerne på en række IC4- og IC2-tog, valgte man indtil videre at bibeholde 7-dages inspektionerne.
I februar 2015 oplyste DSB, at man ikke længere inspicerede IC4-togsættene hvert 7. døgn. I stedet var man gået over til at inspicere togene efter 30.000 kørte km. Denne grænse havde man valgt for at finde eventuelle skader på hjul og støddæmpere så tidligt som muligt. Inspektionerne indebar visuel kontrol af løbeflader på hjulene og af togets støddæmpere. De oprindelige støddæmperne ville efterhånden blive udskiftet med en ny og bedre type.
Ifølge DSB's uddybende statusnotat fra den 28. august 2015 havde DSB siden januar 2015 kontrolleret hjulene ved inspektion for hver 7.500 km, ligesom detektorer, som DSB har installeret i samarbejde med Banedanmark i sporene, automatisk overvåger flåden.
I februar 2016 begyndte DSB processen med at indkøbe 275 el-tog til godt 20 mia. kr., hvoraf nogle skal afløse IC4.

## Uheld og ulykker

### Marslev-hændelsen (2011)
Den 7. november 2011 om eftermiddagen passerede IC4-togsæt MG 5627 – der med ca. 180 km/t var på vej fra København til Aarhus som lyntog 47 – et signal, der viste stop ved Marslev, 9 km øst for Odense med det resultat, at togsættet standsede blot 374 meter bag ved et forankørende godstog, der skulle holde for stop. Efterfølgende fik hele IC4-flåden kørselsforbud, og sagen blev undersøgt af Havarikommissionen, der offentliggjorde en foreløbig redegørelse den 30. januar 2012. Havarikommissionen offentliggjorde sin endelige rapport den 30. august 2013. Havarikommissionen konkluderede, at der blev konstateret flere fysiske og softwaremæssige fejl i togenes bremsesystemer, og at systemet til beskyttelse mod hjulblokering under glatte forhold ikke kunne hindre hjulblokering, og at togets hastighed, position og tilbagelagte afstand derfor ikke kunne fastslås under bremsningen.

### Rangeruheld
Den 6. august 2012 indtraf et mindre rangeruheld, da IC4-togsæt 5631 påkørte IC4-togsæt 5642 med ca. 5 km/t ved klargøringscentret i Kastrup.
Den 19. oktober 2013 påkørte et IC4-tog sporstopperen for enden af spor 2 på Esbjerg Station ved lav hastighed.
Den 9. december 2013 stødte et IC4-tog sammen med et andet IC4-tog ved Esbjerg Station, da togene skulle sammenkobles. Ingen kom til skade ved uheldet, der resulterede i skader på togenes koblinger og på fronten på minimum et af togsættene. Begge togsæt var testtog, der ikke indgik i den kommercielle togdrift, og ifølge DSB ville de to togsæt ikke komme til at mangle i den almindelige drift. Hændelsen blev efterfølgende undersøgt af Havarikommissionen.
Den 19. december 2014 stødte MG 5838 sammen med MG 5646, der holdt stille på rangerterrænet ved Aalborg Station. Uheldet skete ved ca. 5 km/t, og DSB igangsatte en intern undersøgelse af hændelsen. Bortset fra en lokomotivfører i det kørende tog var begge tog tomme ved sammenstødet.

### Storebælt (2019)
Den 2. januar 2019 kl. 07.35 var to sammenkoblede IC4-togsæt, der var på vej fra Aarhus til København som lyntog 210, involveret i en togulykke på Storebælt på Vestbroen mellem Sprogø og Fyn. Otte passagerer omkom og 16 blev såret, da lyntoget ramte eller blev ramt af et eller flere objekter fra et godstog.

## Hensatte og skrottede togsæt
I 2013 og 2014 hensatte DSB de fem NT-togsæt 06, 07, 12, 13 og 14. Ultimo 2014 var det ikke besluttet, om de skulle ombygges. I august 2016 oplyste DSB i forbindelse med resultatet for 1. halvår 2016, at de fem hensatte IC4-togsæt sammen med alle 23 IC2-togsæt udfases straks, og at de 28 togsæt blev nedskrevet. Dermed udgør den samlede flåde af IC4-togsæt 77 af de oprindeligt 83 bestilte. I marts 2017 var DSB i gang med at gøre de fem hensatte togsæt klar til ophugning. Den 23. marts blev togsæt 13 - der i august 2008 var det første togsæt i landsdelstrafik - flyttet til en midlertidig skrotplads uden for Randers, hvor det ville blive klippet i stykker og herefter kørt til et sorteringsanlæg i Grenaa.

## Milepæle
- 2003: Det første IC4-togsæt præsenteres for pressen på værkstedet i Aarhus.
- 2007: Den 25. juni testkøres det første af fire IC4-tog i overvåget prøvedrift med passagerer på strækningen mellem Aarhus H og Lindholm.
- 2008: Den 7. august kører IC4 for første gang med passagerer i landsdelstrafikken i overvåget prøvedrift på strækningerne Aarhus – Lindholm og Aalborg – København.
- 2009: Den 4. maj udsteder Trafikstyrelsen betinget typegodkendelse til togsæt, der kan sammenkobles.
- 2010: I april påbegyndes serieleverancen med op til tre togsæt om måneden, som færdiggøres af DSB på IC4-værkstedet i Aarhus og Bombardiers værksted i Randers. Den 24. september kører to togsæt sammenkoblede for første gang med passagerer på fredage mellem Aarhus og Kolding. I december testkøres IC4 for første gang på Gedserbanen med tre sammenkoblede togsæt (MG 5625, 5626 og 5628).[228][229]
- 2011: Den 17. januar kører IC4 for første gang sammenkoblet i landsdelstrafikken.
- 2012: Den 28. februar påbegynder DSB driftssimuleringer med IC4, og den 11. juli kører IC4 med passagerer for første gang siden bremsesagen i november 2011. Den 18. december indgår DSB og AnsaldoBreda aftale om slutleverancerne.
- 2013: Den 19. august køres der atter med sammenkoblede togsæt i landsdelstrafikken. Den 27. september overdrages det 82. og sidste togsæt til DSB i Aarhus.
- 2014: Den 5. december offentliggøres den uvildige Prose-rapport, der konkluderer, at IC4 er en dårlig investering men anbefaler, at togene fortsat bør videreudvikles.
- 2015: I februar giver Trafikstyrelsen DSB permanent tilladelse til, at IC4 kan køre med normal hastighed i løvfaldsperioden.[25] Den 11. august udsteder Trafik- og Byggestyrelsen typegodkendelse til drift med 2 og 3 sammenkoblede togsæt, og til at starte med indsætter DSB dobbeltkoblede togsæt på Nordvestbanen.[116]
- 2016: I modsætning til Proses anbefaling fra december 2014 erkender DSB, at IC4 ikke kan afløse IC3 - indtil nye eltog kan overtage fjerntrafikken - og justerer på ny indsættelsesplanen for IC4.[230] Ifølge DSB vil IC4 være en del af løsningen frem mod de nye tog i 2024, men IC4 vil primært køre som regionaltog, og maks. 40 af de 77 togsæt vil være i drift ad gangen.[141]

## Trivia
- IC4's vognkasser er bygget af aluminium – ligesom IC3 fra 1990 og DSB's litra MA-lyntog fra 1963.
- IC4's vognkasser hviler på fællesbogier – ligesom IC3 fra 1990 og DSB's røde lyntog, litra MS, fra 1935.
- Den samlede IC4-flåde ville have haft i alt knap 17.000 siddepladser svarende til alle indbyggerne i enten Nyborg, Nykøbing Falster eller Kalundborg.
- Ingen modeltogs-IC4 er "i drift", fordi modeltogsfabrikanterne ville være helt sikre på, at IC4 også fik et liv på de virkelige spor.[231]

## Galleri
- 75 års togdesign: Både IC4 (tv.) fra 00'erne og MS-lyntoget (i midten) fra 1935 hviler på fællesbogier.
- MG 5639 med blåt DSB-logo og grønne markeringer ved dørpartiet
- MG 5653 med rødt logo og røde markeringer ved dørpartierne
- Klimaanlægget set fra oven
- Førerrummet i MG 5632
- Passagerinformationssystemet i vestibulen
- 32-sæders kupé i kombineret flyopstilling og vis-a-vis
- Flexrummet
- Flexvognen er forberedt på indbygning af en mindre bistro
- Handicaptoilettet i lavgulvsvognen
- En ledig plads til kørestol i lavgulvsvognen
- Vinduespartiet i lavgulvsvognens kupé for kørestolsbrugere
- Bagagehylder i kupéerne forrest i MG-vognene
- El-stik ved hvert sæde. Midterarmlænene er bredere end i IC3 og IR4
- Armlæn og små DSB-logoer på vægbeklædningen